# Xargs

xargs — утилита для формирования списка аргументов и выполнения команды в UNIX-подобных операционных системах. Команда xargs объединяет зафиксированный набор заданных в командной строке начальных аргументов с аргументами, прочитанными со стандартного ввода, и выполняет указанную команду один или несколько раз.

## Использование
xargs [-l число] [-I зам_цеп] [-n число] [-t] [-p] [-x] [-s размер] [-e [лконф_цеп]] [команда [начальный_аргумент…]]

## Параметры запуска
-0
Использует во входном потоке символ-разделитель NULL (\0) вместо "пробела" и "перевода строки", хорошо сочетается с опцией -print0 команды find
-l число
Выполнять команду для каждой группы из заданного числа непустых строк аргументов, прочитанных со стандартного ввода. Последний вызов команды может быть с меньшим числом строк аргументов. Считается, что строка заканчивается первым встретившимся символом перевода строки, если только перед ним не стоит пробел или символ табуляции; пробел/табуляция в конце сигнализируют о том, что следующая непустая строка является продолжением данной. Если число опущено, оно считается равным 1. Опция -l включает опцию -x.
-I зам_цеп
Режим вставки: команда выполняется для каждой строки стандартного ввода, причём вся строка рассматривается как один аргумент и подставляется в начальные аргументы вместо каждого вхождения цепочки символов зам_цеп. Допускается не более 5 начальных аргументов, содержащих одно или несколько вхождений зам_цеп. Пробелы и табуляции в начале вводимых строк отбрасываются. Сформированные аргументы не могут быть длиннее 255 символов. Если цепочка зам_цеп не задана, она полагается равной { }. Опция -I включает опцию -x.
-n число
Выполнить команду, используя максимально возможное количество аргументов, прочитанных со стандартного ввода, но не более заданного числа. Будет использовано меньше аргументов, если их общая длина превышает размер (см. ниже опцию -s), или если для последнего вызова их осталось меньше, чем заданное число. Если указана также опция -x, каждая группа из указанного числа аргументов должны укладываться в ограничение размера, иначе выполнение xargs прекращается.
-t
Режим трассировки: команда и каждый построенный список аргументов перед выполнением выводится в стандартный поток ошибок.
-p
Режим с приглашением: xargs перед каждым вызовом команды запрашивает подтверждение. Включается режим трассировки (-t), за счёт чего печатается вызов команды, который должен быть выполнен, а за ним — приглашение. Ответ y (за которым может идти что угодно) приводит к выполнению команды. При каком-либо другом ответе, включая возврат каретки, данный вызов команды игнорируется.
-x
Завершить выполнение, если очередной список аргументов оказался длиннее, чем размер (в символах). Опция -x включается опциями -i и -l. Если ни одна из опций -i, -l или -n не указана, общая длина всех аргументов должна укладываться в ограничение размера.
-s размер
Максимальный общий размер (в символах) каждого списка аргументов установить равным заданному размеру. Размер должен быть положительным числом, не превосходящим 470 (подразумеваемое значение). При выборе размера следует учитывать, что к каждому аргументу добавляется по одному символу; кроме того, запоминается число символов в имени команды.
-e [лконф_цеп]
Цепочка символов лконф_цеп считается признаком логического конца файла. Если опция -e не указана, признаком конца считается подчеркивание (_). Опция -e без лконф_цеп аннулирует возможность устанавливать логический конец файла (подчеркивание при этом рассматривается как обычный символ). Команда xargs читает стандартный ввод до тех пор, пока не дойдет до конца файла или не встретит цепочку лконф_цеп.
Выполнение программы xargs прекращается, если она получает от команды код завершения −1 или если команда не может быть выполнена. Если команда — это shell-программа, она должна явно выполнять exit с соответствующим аргументом, чтобы избежать случайного возврата кода −1.

## Примеры использования
Данная команда принимает на вход поток вывода от команды echo и отправляет его как аргументы в команду echo
```
echo
 
A
 
B
 
C
 
|
 
xargs
 
echo

```

Данная команда принимает на вход поток вывода от команды echo и отправляет его как аргументы в команду echo, запуская для каждой группы из одного параметра (т. е. для каждого параметра) отдельный процесс
```
echo
 
A
 
B
 
C
 
|
 
xargs
 
-n
 
1
 
echo

```

Следующая shell-процедура пересылает все файлы из каталога $1 в каталог $2 и сообщает о каждой пересылке перед тем, как её выполнить:
```
ls
 
$1
 
|
 
xargs
 
-I
 
{}
 
-t
 
mv
 
$1
/
{}
 
$2
/
{}

```

Следующая команда объединяет вывод команд, заключённых в скобки, в одну строку, которая затем добавляется в конец файла log:
```
(
logname
;
 
date
;
 
echo
 
$0
 
$*
)
 
|
 
xargs
 
>>log

```

Пользователя спрашивают, какие файлы из текущего каталога должны быть занесены в архив. При выполнении первой команды (см. ниже) файлы заносятся в архив arch по одному; при выполнении второй команды в архив заносится сразу много файлов.
```
ls
 
|
 
xargs
 
-p
 
-l
 
ar
 
r
 
arch
ls
 
|
 
xargs
 
-p
 
|
 
xargs
 
ar
 
r
 
arch

```

Следующая shell-процедура применяет команду diff к последовательным парам своих аргументов.
```
echo
 
$*
 
|
 
xargs
 
-n2
 
diff

```

Еще одна полезная опция — -0, в комбинации с find -print0 или grep -lZ (grep -l --null в OS X) позволяет обрабатывать аргументы, содержащие пробелы и кавычки.
```
find
 
/
 
-type
 
f
 
-print0
 
|
 
xargs
 
-0
 
grep
 
-liwZ
 
GUI
 
|
 
xargs
 
-0
 
rm
 
-f
grep
 
-rliwZ
 
GUI
 
/
 
|
 
xargs
 
-0
 
rm
 
-f

```

Обе вышеприведенные команды удалят все файлы, содержащие в своем имени комбинацию символов "GUI".